# Coppa dei Caraibi femminile 2014
La Coppa dei Caraibi femminile 2014 è la seconda edizione del torneo organizzato dalla CFU, sebbene sia stata presentata come "edizione inaugurale". La fase finale si disputa a Trinidad e Tobago dal 17 al 27 agosto 2014. Il torneo vale anche come qualificazione alla CONCACAF Women's Gold Cup 2014.

## Primo turno
Si sono qualificate alla fase finale le prime classificate di ogni girone e le due migliori seconde, calcolate tenendo conto dei risultati ottenuti contro prima e terza del rispettivo girone.

### Gruppo 1
Giocato ad Antigua e Barbuda.
| Pos. | Squadra                   | Pt | G | V | N | P | GF | GS | DR |
| ---- | ------------------------- | -- | - | - | - | - | -- | -- | -- |
| 1.   | Antigua e Barbuda         | 9  | 3 | 3 | 0 | 0 | 3  | 0  | +3 |
| 2.   | Saint Vincent e Grenadine | 4  | 3 | 1 | 1 | 1 | 2  | 1  | +1 |
| 3.   | Isole Vergini Americane   | 4  | 3 | 1 | 1 | 1 | 1  | 1  | 0  |
| 4.   | Aruba                     | 0  | 3 | 0 | 0 | 3 | 0  | 4  | -4 |

| Data       | Ora         | Partita                   | Partita | Partita                   |
| ---------- | ----------- | ------------------------- | ------- | ------------------------- |
| 23-05-2014 | 17:00 UTC-4 | Aruba                     | 0 - 2   | Saint Vincent e Grenadine |
| 23-05-2014 | 19:00 UTC-4 | Antigua e Barbuda         | 1 - 0   | Isole Vergini Americane   |
| 25-05-2014 | 17:00 UTC-4 | Saint Vincent e Grenadine | 0 - 0   | Isole Vergini Americane   |
| 25-05-2014 | 19:00 UTC-4 | Antigua e Barbuda         | 1 - 0   | Aruba                     |
| 27-05-2014 | 17:00 UTC-4 | Isole Vergini Americane   | 1 - 0   | Aruba                     |
| 27-05-2014 | 19:00 UTC-4 | Antigua e Barbuda         | 1 - 0   | Saint Vincent e Grenadine |

### Gruppo 2
Giocato a Porto Rico.
| Pos. | Squadra    | Pt | G | V | N | P | GF | GS | DR |
| ---- | ---------- | -- | - | - | - | - | -- | -- | -- |
| 1.   | Martinica  | 4  | 2 | 1 | 1 | 0 | 4  | 2  | +2 |
| 2.   | Porto Rico | 4  | 2 | 1 | 1 | 0 | 2  | 1  | +1 |
| 3.   | Barbados   | 0  | 2 | 0 | 0 | 2 | 1  | 4  | -3 |

- Dominica si è ritirata prima dell'inizio del torneo per un problema di visti.

| Data       | Ora         | Partita    | Partita | Partita   |
| ---------- | ----------- | ---------- | ------- | --------- |
| 23-05-2014 | 19:00 UTC-4 | Martinica  | 3 - 1   | Barbados  |
| 25-05-2014 | 17:00 UTC-4 | Porto Rico | 1 - 0   | Barbados  |
| 27-05-2014 | 19:00 UTC-4 | Porto Rico | 1 - 1   | Martinica |

### Gruppo 3
Giocato a Turks e Caicos.
| Pos. | Squadra             | Pt | G | V | N | P | GF | GS | DR  |
| ---- | ------------------- | -- | - | - | - | - | -- | -- | --- |
| 1.   | Bermuda             | 7  | 3 | 2 | 1 | 0 | 10 | 3  | +7  |
| 2.   | Saint Kitts e Nevis | 6  | 3 | 2 | 0 | 1 | 10 | 3  | +7  |
| 3.   | Isole Cayman        | 4  | 3 | 1 | 1 | 1 | 5  | 7  | -2  |
| 4.   | Turks e Caicos      | 0  | 3 | 0 | 0 | 3 | 0  | 12 | -12 |

| Data       | Ora         | Partita             | Partita | Partita             |
| ---------- | ----------- | ------------------- | ------- | ------------------- |
| 23-05-2014 | 17:00 UTC-4 | Isole Cayman        | 0 - 5   | Saint Kitts e Nevis |
| 23-05-2014 | 19:30 UTC-4 | Turks e Caicos      | 0 - 5   | Bermuda             |
| 25-05-2014 | 17:00 UTC-4 | Bermuda             | 2 - 2   | Isole Cayman        |
| 25-05-2014 | 19:30 UTC-4 | Turks e Caicos      | 0 - 4   | Saint Kitts e Nevis |
| 27-05-2014 | 17:00 UTC-4 | Saint Kitts e Nevis | 1 - 3   | Bermuda             |
| 27-05-2014 | 19:30 UTC-4 | Turks e Caicos      | 0 - 3   | Isole Cayman        |

### Gruppo 4
Giocato ad Haiti.
| Pos. | Squadra  | Pt | G | V | N | P | GF | GS | DR |
| ---- | -------- | -- | - | - | - | - | -- | -- | -- |
| 1.   | Haiti    | 6  | 2 | 2 | 0 | 0 | 4  | 0  | +4 |
| 2.   | Cuba     | 3  | 2 | 1 | 0 | 1 | 2  | 1  | +1 |
| 3.   | Suriname | 0  | 2 | 0 | 0 | 2 | 0  | 5  | -5 |

- Guadalupa si è ritirata prima dell'inizio del torneo a causa di un'epidemia del virus chikungunya.

| Data       | Ora         | Partita | Partita | Partita  |
| ---------- | ----------- | ------- | ------- | -------- |
| 30-05-2014 | 18:00 UTC-4 | Cuba    | 2 - 0   | Suriname |
| 01-06-2014 | 18:00 UTC-4 | Haiti   | 3 - 0   | Suriname |
| 03-06-2014 | 18:00 UTC-4 | Haiti   | 1 - 0   | Cuba     |

### Gruppo 5
Si gioca nella Repubblica Dominicana.
| Pos. | Squadra         | Pt | G | V | N | P | GF | GS | DR  |
| ---- | --------------- | -- | - | - | - | - | -- | -- | --- |
| 1.   | Giamaica        | 6  | 2 | 2 | 0 | 0 | 21 | 0  | +21 |
| 2.   | Rep. Dominicana | 3  | 2 | 1 | 0 | 1 | 7  | 7  | 0   |
| 3.   | Saint Lucia     | 0  | 2 | 0 | 0 | 2 | 0  | 21 | -21 |

- Anguilla si è ritirata prima dell'inizio del torneo a causa di un'epidemia del virus chikungunya.

| Data       | Ora         | Partita         | Partita | Partita     |
| ---------- | ----------- | --------------- | ------- | ----------- |
| 18-06-2014 | 16:00 UTC-4 | Rep. Dominicana | 7 - 0   | Saint Lucia |
| 20-06-2014 | 16:00 UTC-4 | Saint Lucia     | 0 - 14  | Giamaica    |
| 22-06-2014 | 16:00 UTC-4 | Rep. Dominicana | 0 - 7   | Giamaica    |

### Confronto tra le seconde classificate
| Gr. | Squadra                   | Pt | G | V | N | P | GF | GS | DR |
| --- | ------------------------- | -- | - | - | - | - | -- | -- | -- |
| 2   | Porto Rico                | 4  | 2 | 1 | 1 | 0 | 2  | 1  | +1 |
| 3   | Saint Kitts e Nevis       | 3  | 2 | 1 | 0 | 1 | 6  | 3  | +3 |
| 4   | Cuba                      | 3  | 2 | 1 | 0 | 1 | 2  | 1  | +1 |
| 5   | Rep. Dominicana           | 3  | 2 | 1 | 0 | 1 | 7  | 7  | 0  |
| 1   | Saint Vincent e Grenadine | 1  | 2 | 0 | 1 | 1 | 0  | 1  | -1 |

## Fase finale

### Gruppo A
| Pos. | Squadra    | Pt | G | V | N | P | GF | GS | DR  |
| ---- | ---------- | -- | - | - | - | - | -- | -- | --- |
| 1.   | Giamaica   | 9  | 3 | 3 | 0 | 0 | 15 | 2  | +13 |
| 2.   | Haiti      | 6  | 3 | 2 | 0 | 1 | 9  | 3  | +6  |
| 3.   | Porto Rico | 3  | 3 | 1 | 0 | 2 | 6  | 9  | -3  |
| 4.   | Bermuda    | 0  | 3 | 0 | 0 | 3 | 3  | 19 | -16 |

| Data       | Ora         | Partita    | Partita | Partita    |
| ---------- | ----------- | ---------- | ------- | ---------- |
| 19-08-2014 | 17:00 UTC-4 | Giamaica   | 4 - 1   | Porto Rico |
| 19-08-2014 | 19:15 UTC-4 | Haiti      | 5 - 1   | Bermuda    |
| 21-08-2014 | 17:00 UTC-4 | Bermuda    | 1 - 9   | Giamaica   |
| 21-08-2014 | 19:15 UTC-4 | Porto Rico | 0 - 4   | Haiti      |
| 23-08-2014 | 16:00 UTC-4 | Bermuda    | 1 - 5   | Porto Rico |
| 23-08-2014 | 18:15 UTC-4 | Haiti      | 0 - 2   | Giamaica   |

### Gruppo B
| Pos. | Squadra             | Pt | G | V | N | P | GF | GS | DR  |
| ---- | ------------------- | -- | - | - | - | - | -- | -- | --- |
| 1.   | Trinidad e Tobago   | 9  | 3 | 3 | 0 | 0 | 20 | 0  | +20 |
| 2.   | Martinica           | 6  | 3 | 2 | 0 | 1 | 3  | 7  | -4  |
| 3.   | Saint Kitts e Nevis | 3  | 3 | 1 | 0 | 2 | 2  | 12 | -10 |
| 4.   | Antigua e Barbuda   | 0  | 3 | 0 | 0 | 3 | 1  | 7  | -6  |

| Data       | Ora         | Partita             | Partita | Partita             |
| ---------- | ----------- | ------------------- | ------- | ------------------- |
| 20-08-2014 | 17:00 UTC-4 | Antigua e Barbuda   | 0 - 2   | Martinica           |
| 20-08-2014 | 19:15 UTC-4 | Trinidad e Tobago   | 10 - 0  | Saint Kitts e Nevis |
| 22-08-2014 | 17:00 UTC-4 | Saint Kitts e Nevis | 0 - 1   | Martinica           |
| 22-08-2014 | 19:15 UTC-4 | Trinidad e Tobago   | 3 - 0   | Antigua e Barbuda   |
| 24-08-2014 | 16:00 UTC-4 | Antigua e Barbuda   | 1 - 2   | Saint Kitts e Nevis |
| 24-08-2014 | 18:15 UTC-4 | Trinidad e Tobago   | 7 - 0   | Martinica           |

## Finale 3º posto
| Port of Spain 26 agosto 2014, ore 17:00 UTC-4                                             | Haiti     | 5 – 1 referto | Martinica | Hasely Crawford Stadium |
| \| \| \| \| \| Bobo 15’, 47’, 72’ Dolce 45’ Pierre-Louis 70’ \| Marcatori \| 64’ Brena \| |           |               |           |                         |
|                                                                                           |           |               |           |                         |
| Bobo 15’, 47’, 72’ Dolce 45’ Pierre-Louis 70’                                             | Marcatori | 64’ Brena     |           |                         |

## Finale
| Port of Spain 26 agosto 2014, ore 19:15 UTC-4 | Giamaica  | 0 – 1 referto | Trinidad e Tobago | Hasely Crawford Stadium |
| \| \| \| \| \| \| Marcatori \| 8’ Shade \|    |           |               |                   |                         |
|                                               |           |               |                   |                         |
|                                               | Marcatori | 8’ Shade      |                   |                         |

## Classifica marcatrici
Comprende sia il primo turno che il turno finale.
14 gol
- Shakira Duncan

7 gol
- Tasha St. Louis
- Phoenetia Browne

6 gol
- Shauntae Todd
- Donna-Kay Henry
- Mariah Shade

4 gol
- Yakeisy Nuñez

3 gol
- Cheyra Bell
- Shenel Gall
- Kensie Bobo
- Wisline Dolce
- Marie Yves Dina Jean-Pierre
- Alexa Allen
- Omolyn Davis
- Prisca Carin
- Karina Socarrás
- Kennya Cordner

2 gol
- Betzaida Ubri
- Samantha Brand
- Manoucheka Pierre-Louis
- Kerisha Powell
- Janine François
- Dernelle Mascall
- Kendice Franklyn

1 gol
- Amelia Green
- Kanika Buckley
- Kitanya Hughes
- Breanna Humphreys
- Aaliyah Nolan
- Akelya Furbert
- Dominique Richardson
- Courtisha Ebanks
- Shanelle Frederick
- Rachel Pelaez Ellis
- Yoana Calderon Gonzalez
- Gabriela Peña
- Generve Charles
- Yvrose Gervil
- Kencia Marseille
- Dayanai Baro Mesa
- Lindsay Zullo
- Shashana Campbell
- Kenesha Reid
- Amy Loughran
- Sherona Forrester
- Nicole Campbell-Green
- Jodi-Ann McGregor
- Venicia Reid
- Alicia Wilson
- Kelly Brena
- Aurelie Rouge
- Maria Aquino
- Scout Benson
- Zahimara Fantauzzi
- Jaqueline Guerra
- Laura Suarez
- Chelsey Harris
- Caroline Springer
- Lavern Francis
- Maylee Attin Johnson
- Jessica Adams

Autoreti
- Keunna Dill (contro la Jamaica)
- Ellaisa Marquis (contro la Jamaica)
- Miosoty Garica (contro le Bermuda)

Marcatrici sconosciute
- : 3 gol aggiuntivi.
- : 1 gol aggiuntivo.